# Ministère des Services civils et de l'Assurance
 (signalé en mai 2025).
Si vous disposez d'ouvrages ou d'articles de référence ou si vous connaissez des sites web de qualité traitant du thème abordé ici, merci de compléter l'article en donnant les références utiles à sa vérifiabilité et en les liant à la section « Notes et références ».
- Archive Wikiwix
- Bing
- Cairn
- DuckDuckGo
- E. Universalis
- Gallica
- Google
- G. Books
- G. News
- G. Scholar
- Persée
- Qwant
- (zh) Baidu
- (ru) Yandex
- (wd) trouver des œuvres sur Wikidata

Le Ministère des Services civils et de l'Assurance (arabe : وزارة الخدمة المدنية والتأمينات) est un département ministériel de gouvernements yéménites.

## Liste des ministres
| Début            | Fin      | Ministre             | Gouvernement |
| ---------------- | -------- | -------------------- | --- |
| 17 décembre 2020 | En poste | Abdel Nasser Al-Wali | Gouvernement Maïn Abdelmalek Saïd (2)                                                                                           |
| 2014             | 2020     | Ahmed Luqman         | Gouvernement Khaled Bahah (1) Gouvernement Khaled Bahah (2) Gouvernement Ahmed ben Dagher Gouvernement Maïn Abdelmalek Saïd (1) |

## Annexe